# Bataille de Chalk Bluff
Guerre de Sécession
Batailles
- Cape Girardeau
- Chalk Bluff

La bataille de Chalk Bluff est une bataille terrestre de la guerre de Sécession qui s'est déroulée dans le comté de Clay, Arkansas, et le comté de Dunklin, Missouri, les 1er mai 1863 et 2 mai 1863. Le brigadier général William Vandever, commandant la 2nd division de l'armée de la frontière de l'Union, est repoussé lors d'une tentative d'empêcher la cavalerie confédérée sous le commandement du brigadier général John S. Marmaduke de traverser la rivière St. Francis. Malgré la victoire tactique confédérée, Marmaduke subit des pertes considérables et son élan est brisé, le forçant à abandonner sa deuxième expédition dans le Missouri.

## Contexte
Marmaduke quitte ses camps en Arkansas au printemps 1863 avec 5 000 cavaliers, à destination du sud-est du Missouri. Lors d'un combat virulent à la bataille de Cape Girardeau, Marmaduke est défait et il commence à se retirer le 27 avril 1863 vers Helena, Arkansas. Sa ligne de progression passe par la route de Crowley's Ridge, une longue montée qui offre des protections sur les flancs, puisque le terrain alentour est pratiquement marécageux. Les forces de l'Union sous le commandement de Vandever poursuivent Marmaduke au travers du Missouri jusqu'à Chalk Bluff, Arkansas, où Marmaduke prévoit de traverser la rivière St. Francis, dont les rives d'argile blanc calcaire rendent la traversée de la rivière difficile pour la cavalerie.
Dans une tentative pour protéger ses hommes lorsqu'il traversent la rivière, Marmaduke positionne une arrière-garde le long de la crête qui, pense-t-il, protégera ses ingénieurs et pionniers pendant qu'ils construiront un pont suffisamment solide pour permettre le passage de l'ensemble de sa division. Il forme une ligne de défense initiale sur le hameau de Four Mile, pendant qu'il positionne ses réserves sur une seconde ligne 1,6 kilomètre plus loin à Gravel Hill, sur la crête du promontoire au-dessus de la rivière. Les troupes commencent à creuser des retranchements pour contrer toute attaque de l'Union.

## Bataille
Le combat commence le 1er mai 1863 et se poursuit le lendemain. Les hommes de Vandever sont incapables de déloger les confédérés des hauteurs. Bien que l'arrière-garde de Marmaduke subisse de lourdes pertes, elle retarde les forces en supériorité numérique de l'Union suffisamment longtemps pour que l'équipe de construction termine le pont et permette à la force principale de Marmaduke de traverser la rivière. Néanmoins, en raison des lourdes pertes subies par les confédérés, Marmaduke est obligé de clore l'expédition et de retourner vers son camp.

## Conséquences
Même si, à certains égards, Marmaduke gagne tactiquement la bataille de Chalk Bluff, les forces de l'Union proclament une victoire stratégique puisqu'il a abandonné son offensive de printemps.
La bataille est de nos jours commémorée dans le petit parc de la bataille de Chalk Bluff, qui préserve une portion du champ de bataille et a été répertorié sur le Registre national des lieux historiques. Le Chalk Bluff Hiking Trail traverse des parties du champ de bataille, avec des marqueurs explicatifs le long du parcours et des panneaux. Quelques escarmouches surviennent plus tard sur les lieux lorsque des deux armées réalisent des raids pour contrôler la traversée de la rivière.
Les villes de Chalk Bluff, Four Mile et Gravel Hill n'existent plus.